# Laignelet
Laignelet [lɛɲlɛ] est une commune française située dans le département d'Ille-et-Vilaine, en région Bretagne, peuplée de 1 217 habitants.

## Géographie
Laignelet est une commune du pays de Fougères.
Son centre-bourg est situé à 2 km de Fougères (ville de 20 000 habitants).
Après une croissance démographique continue, la commune connaît depuis plus de 15 ans une évolution significative avec plus de 1200 habitants. Sa superficie est de 1 484 hectares dont 600 hectares de forêt domaniale. Son territoire vallonné et bocager, offre un cadre de vie agréable.
Après la réalisation d'un espace culturel, des commerces de proximité (boulangerie épicerie, salon de coiffure), la municipalité a obtenu la création d'une école publique en 2006. La construction de cet établissement scolaire permet d'accueillir plus de 120 enfants. De plus, en association avec les communes de Landéan et de Le Loroux, un accueil de loisirs à taille humaine a ouvert ces portes en 2009 pour l'ensemble des enfants de ces trois communes.
Un établissement pour personnes âgées, la résidence Sainte-Anne, a ouvert en septembre 2011.
La commune s'est dotée aussi d'une salle multi-activité et d'un plateau multisport.
Aujourd'hui, la commune est desservie par la rocade Est de Fougères, les jeunes familles y trouvent un lieu de vie appréciée.
De plus, des liaisons douces (vélo, pieton) sont en cours de réalisation pour faciliter les accès à Fougères en complément de la desserte de transport en commun (bus).
|          | Landéan   | Le Loroux |
| Fougères | Laignelet |           |
|          | Beaucé    | Fleurigné |

### Hydrographie
Pour un article plus général, voir Réseau hydrographique d'Ille-et-Vilaine.
La commune est traversée par la ligne de partage des eaux entre les bassins hydrographiques Seine-Normandie et Loire-Bretagne. Elle est drainée par le Nançon, le ruisseau de Groslay, le ruisseau de la Grande rivière, le ruisseau de la Libronnière, le ruisseau de la Nolière et le ruisseau de la Pichonnais,le ruisseau du Fouloux,,.
Le Nançon, d'une longueur de 20 km, prend sa source dans la commune de Landéan et se jette  dans le Couesnon à Fougères, après avoir traversé six communes. 

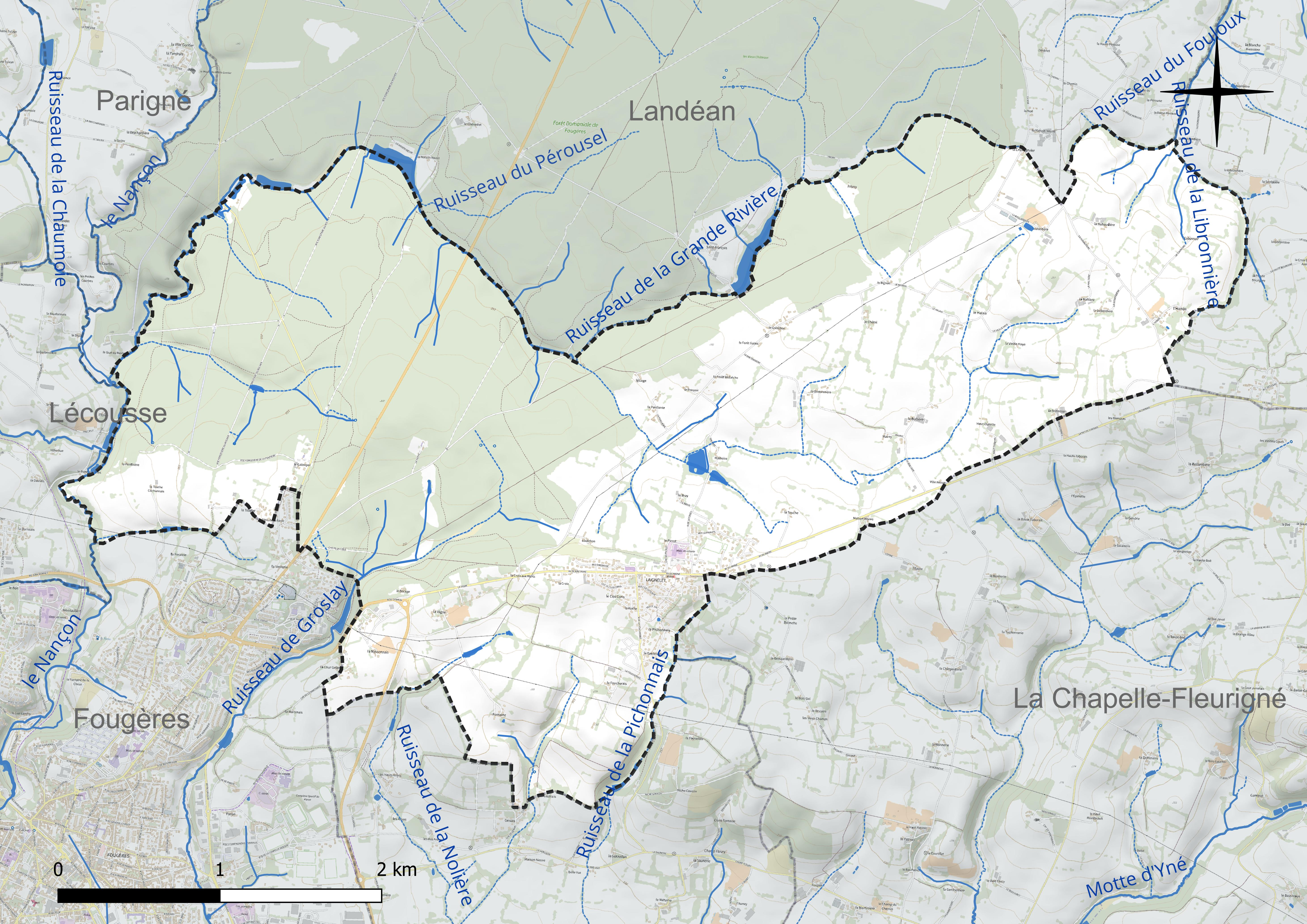
Réseau hydrographique de Laignelet.

### Climat
Pour des articles plus généraux, voir Climat de la Bretagne et Climat d'Ille-et-Vilaine.
En 2010, le climat de la commune est de type climat océanique franc, selon une étude du CNRS s'appuyant sur une série de données couvrant la période 1971-2000. En 2020, Météo-France publie une typologie des climats de la France métropolitaine dans laquelle la commune est exposée à un climat océanique et est dans la région climatique  Bretagne orientale et méridionale, Pays nantais, Vendée, caractérisée par une faible pluviométrie en été et une bonne insolation. Parallèlement l'observatoire de l'environnement en Bretagne publie en 2020 un zonage climatique de la région Bretagne, s'appuyant sur des données de Météo-France de 2009. La commune est, selon ce zonage, dans la zone « Intérieur Est », avec des hivers frais, des étés chauds et des pluies modérées.  
Pour la période 1971-2000, la température annuelle moyenne est de 10,7 °C, avec une amplitude thermique annuelle de 13,2 °C. Le cumul annuel moyen de précipitations est de 957 mm, avec 14,2 jours de précipitations en janvier et 8,4 jours en juillet. Pour la période 1991-2020, la température moyenne annuelle observée sur la station météorologique la plus proche, située sur la commune de Fougères à 4 km à vol d'oiseau, est de 11,9 °C et le cumul annuel moyen de précipitations est de 939,1 mm,. Pour l'avenir, les paramètres climatiques de la commune estimés pour 2050 selon différents scénarios d'émission de gaz à effet de serre sont consultables sur un site dédié publié par Météo-France en novembre 2022.

## Urbanisme

### Typologie
Au 1er janvier 2024, Laignelet est catégorisée bourg rural, selon la nouvelle grille communale de densité à sept niveaux définie par l'Insee en 2022.
Elle est située hors unité urbaine. Par ailleurs la commune fait partie de l'aire d'attraction de Fougères, dont elle est une commune de la couronne,. Cette aire, qui regroupe 26 communes, est catégorisée dans les aires de 50 000 à moins de 200 000 habitants,.

### Occupation des sols
L'occupation des sols de la commune, telle qu'elle ressort de la base de données européenne d'occupation biophysique des sols Corine Land Cover (CLC), est marquée par l'importance des territoires agricoles (55,2 % en 2018), une proportion sensiblement équivalente à celle de 1990 (55,6 %). La répartition détaillée en 2018 est la suivante : 
forêts (39,6 %), prairies (22,2 %), zones agricoles hétérogènes (20,8 %), terres arables (12,1 %), zones urbanisées (3,2 %), milieux à végétation arbustive et/ou herbacée (2 %). L'évolution de l'occupation des sols de la commune et de ses infrastructures peut être observée sur les différentes représentations cartographiques du territoire : la carte de Cassini (XVIIIe siècle), la carte d'état-major (1820-1866) et les cartes ou photos aériennes de l'IGN pour la période actuelle (1950 à aujourd'hui).

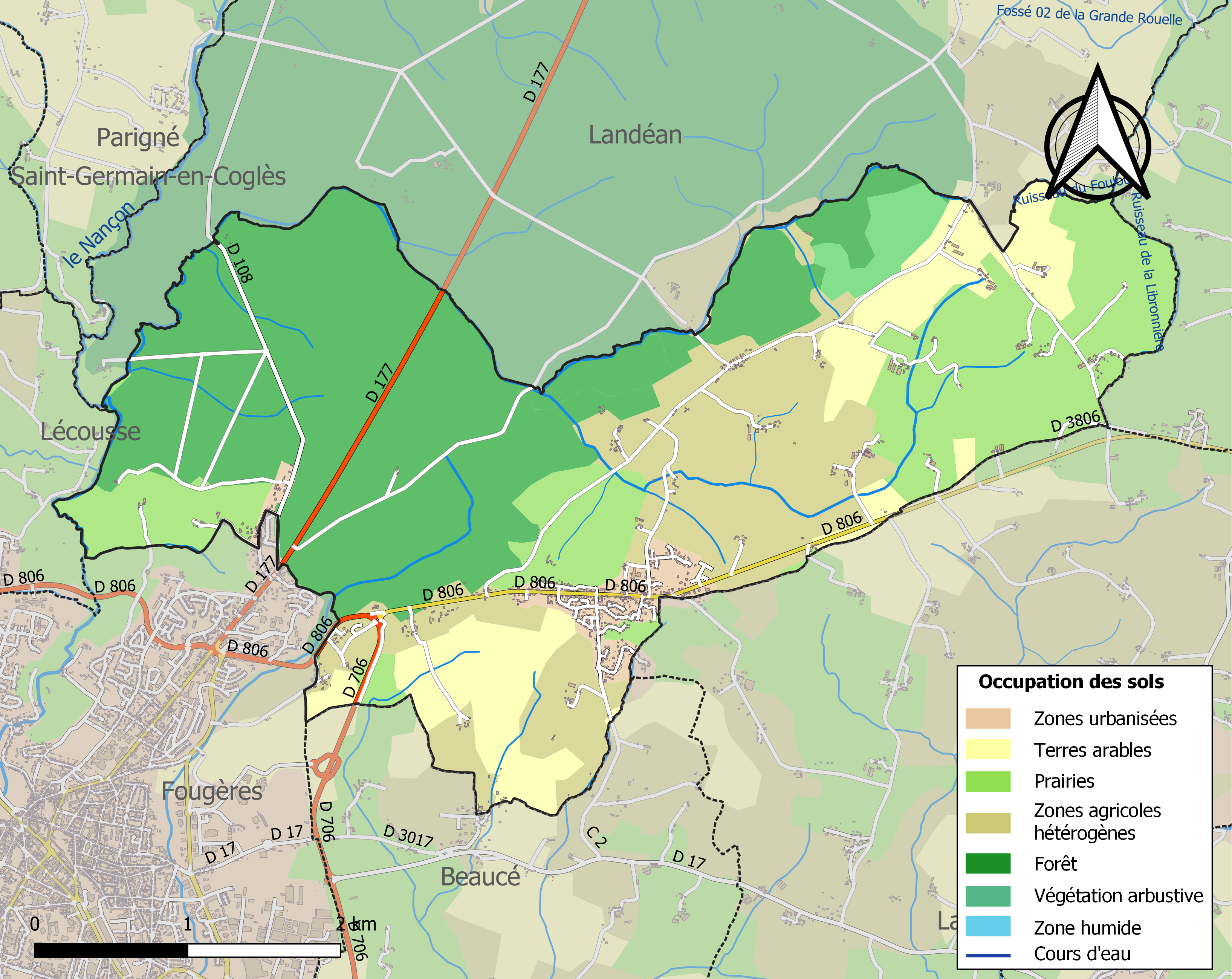
Carte des infrastructures et de l'occupation des sols de la commune en 2018 (CLC).

## Toponymie
Le nom de la localité est attesté sous les formes Ecclesia de Agnello au XIe siècle, de Agniculo en 1516, de Laigneio en 1578.
Le nom correspond au latin agnellus, à l'ancien français aignel (agneau).

## Histoire

### De  Saint Martin des Bois à Laignelet
L'église de Laignelet est consacrée à saint Martin. Rien de plus normal puisque Saint Martin des Bois fut le premier nom de Laignelet.
Premiers habitants  des lieux, des ermites vivaient dans la forêt autour d'une église consacrée à  saint Martin, mais située plus à l'est, vers Landéan, au point culminant de la  forêt. Vers la fin du XIe siècle, Raoul Ier de Fougères donna cette  église aux moines de l'abbaye d'Évron et la transféra dans un cimetière du nom  d'Agnelet (elle est mentionnée au XIe siècle sous le nom de ecclesia de  Agnello, « l'église de l'agneau »), il voulait ainsi éloigner les ermites de ses terres de chasse, et il leur confia l'abbaye de Savigny, plus au nord.
Mieux située au  bord d'une route, c'est peut-être la vraie raison de son transfert, l'église devint le centre d'une paroisse, la protection sacrée du cimetière favorisant l'apparition d'un village du nom de l'Aignelet, puis Laignelet; l'abbaye  d'Évron y fit construire un prieuré.

### La féodalité
Comme ailleurs, le territoire de Laignelet comporte d'anciennes mottes castrales, témoins de l'insécurité qui régnait dans  la deuxième moitié du XIe siècle : celle de la Fontaine la Chèze et celle de Malhaire, à 800 m du bourg, détruite aujourd'hui. Seuls des talus sont encore  visibles.

### L'ancienne  église
Il ne reste rien de l'église primitive, détruite à la fin du XIXe siècle pour faire place à l'édifice actuel. Elle comportait une nef romane remaniée au XVIe siècle, le chœur ayant lui, été reconstruit en 1830.

### La nouvelle église
La présence de la verrerie contribua à l'augmentation de la population de la commune. Les 1 000 habitants de 1860 avaient presque doublé au début du siècle (1993 en 1911).
L'ancienne église romane jugée trop petite fut remplacée par l'édifice actuel, construit entre  1887 et 1890. Le patron de la verrerie, maire de Laignelet, n'y fut  certainement pas pour rien.

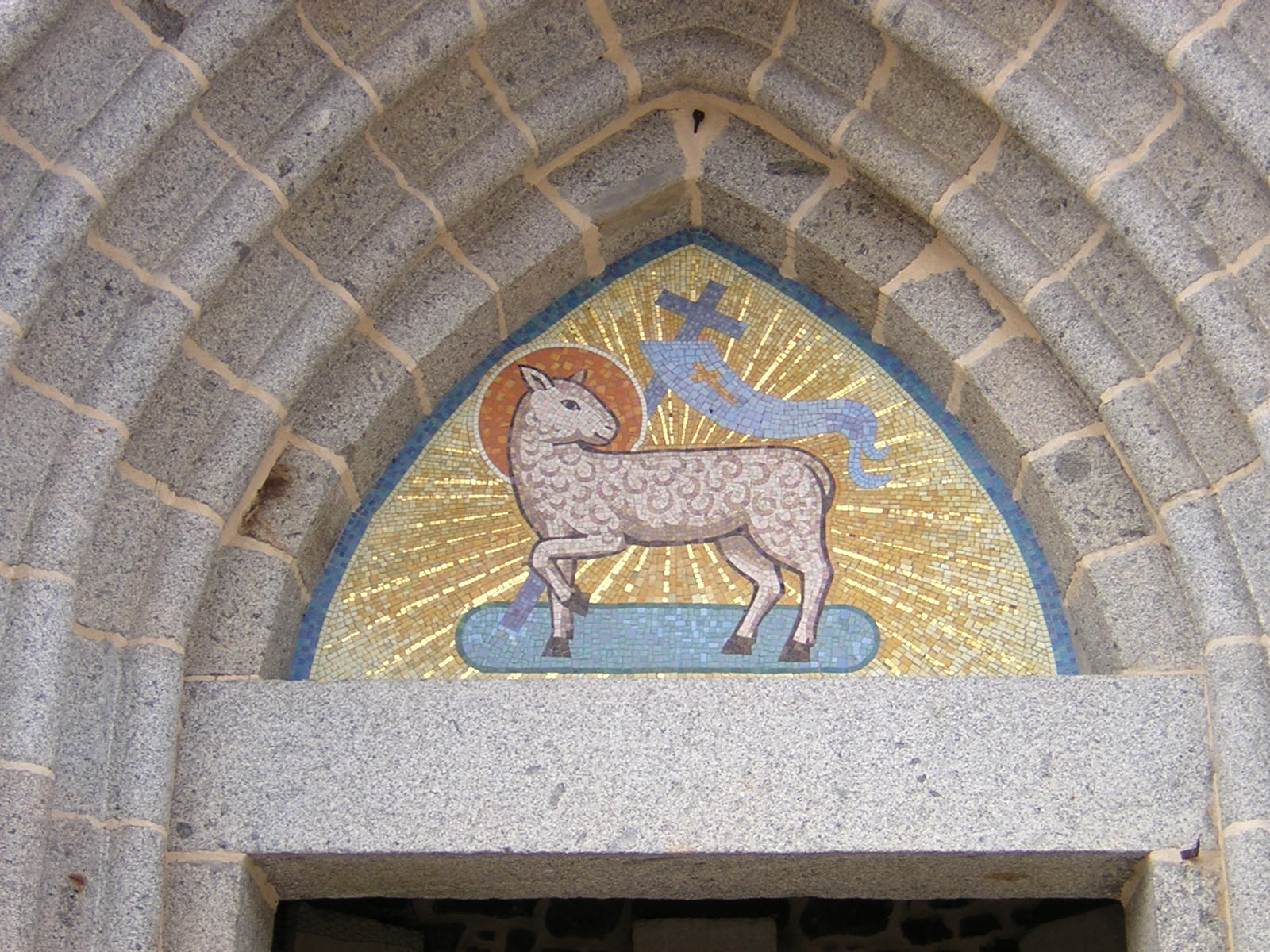
Le tympan.

Ce fut la première  église de l'architecte rennais Louis Hérault : église-halle (un seul toit pour trois nefs), dont la voûte bombée et les douze fins piliers évoquent le style gothique angevin. Deux chapelles (de la Vierge et de Saint-Joseph) donnent à l'église  une certaine ampleur : le transept étant presque aussi long que la nef. La  façade et le clocher ne furent cependant terminés qu'entre 1922 et 1926, la guerre ayant reculé l'achèvement et altéré les projets initiaux : la tour semble s'adapter moyennement à la façade de tuffeau et n'a pas été terminée (ni corniche, ni flèche). On y note la présence sur le tympan d'un Agneau de Dieu en mosaïque qui reprend le motif de l'ancienne porte principale. L'édifice a été récemment restauré.
Le fond de l'église s'orne d'une copie d'un grand tableau (le Christ en croix) donnée par l'empereur Napoléon III en 1858 à l'occasion de sa venue à Rennes pour l'inauguration du chemin de fer, une copie d'une œuvre célèbre de Philippe de Champaigne (XVIIe siècle).

### Une activité liée à la forêt: sabotiers et verriers

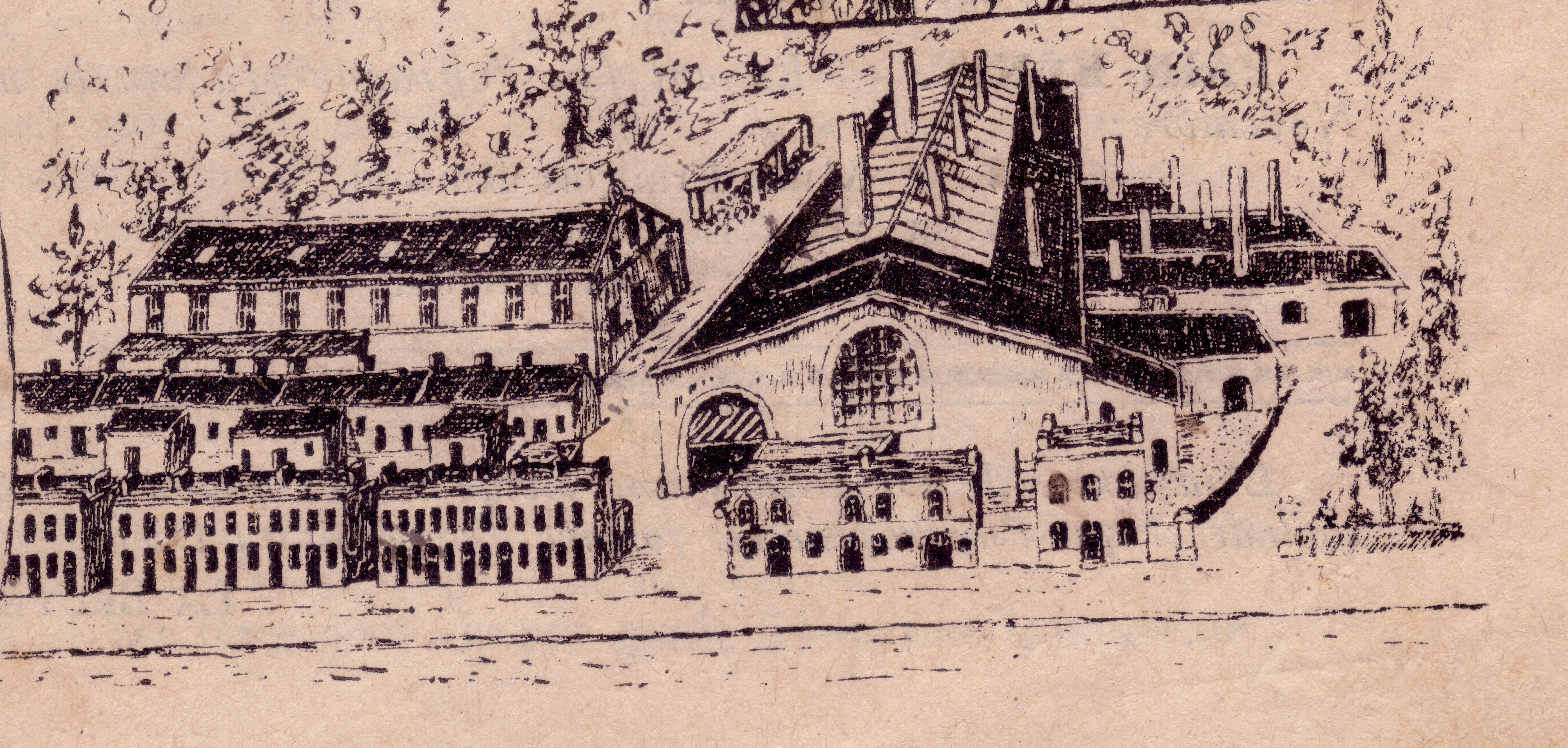
La verrerie.

Les hêtres de la forêt constituèrent une matière première de premier choix pour de nombreux sabotiers, mais c'est surtout à ses verriers que Laignelet dut sa renommée : des terrains sablonneux, la forêt, les fougères, dont les cendres sont riches en soude, constituaient des éléments particulièrement intéressants  pour l'élaboration du verre. La verrerie de la Bellovière nait vers 1646. À la veille de la Révolution, la verrerie de Laignelet était l'une des deux seules verreries importantes de Bretagne. Elle employa jusqu'à 400 ouvriers au début du XXe siècle. Son directeur d'alors, Henry Chupin, ouvert aux idées sociales de la démocratie chrétienne en vogue dans la deuxième moitié du XIXe siècle, en fit un véritable modèle de cité ouvrière au système social très particulier. « On peut vivre toute une  longue vie sans sortir de la Verrerie de Laignelet » disait une brochure: des maisons rappelant les corons du Nord, abritaient la majorité des familles des ouvriers, un conseil d'usine permettait un certain dialogue entre administration et ouvriers, une Société de secours mutuel venait en aide en cas de maladie, une Société coopérative ouvrière d'alimentation pourvoyait la cité en produits à prix réduits. Les loisirs n'étaient pas en reste avec l'organisation d'une fanfare, d'une société de gymnastique, d'une troupe de théâtre, d'une bibliothèque et bien sûr on y trouvait une chapelle.
La verrerie ferma  définitivement au début des années trente.

### Un important changement

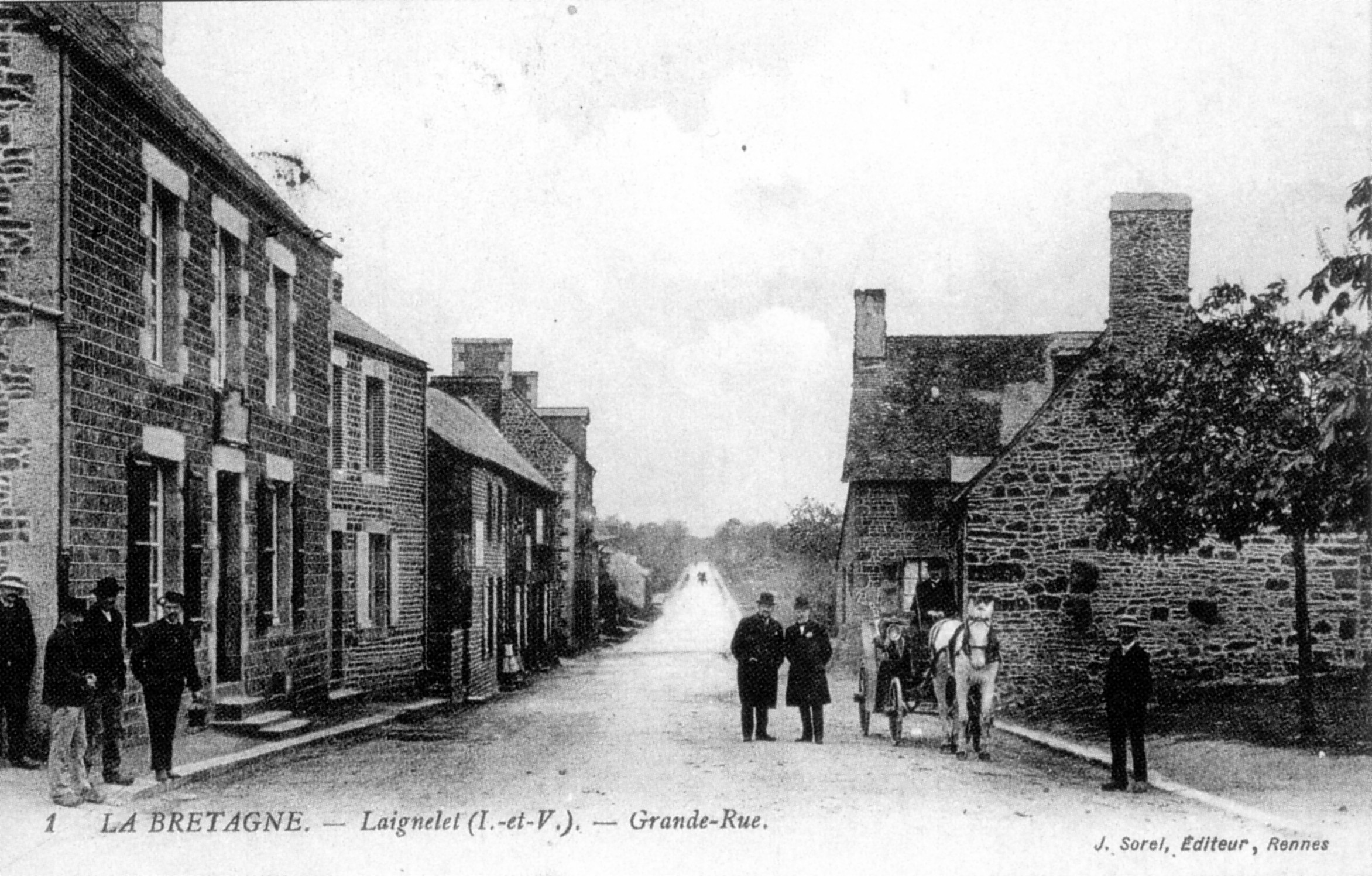
L'avenue du Maine vers 1900.

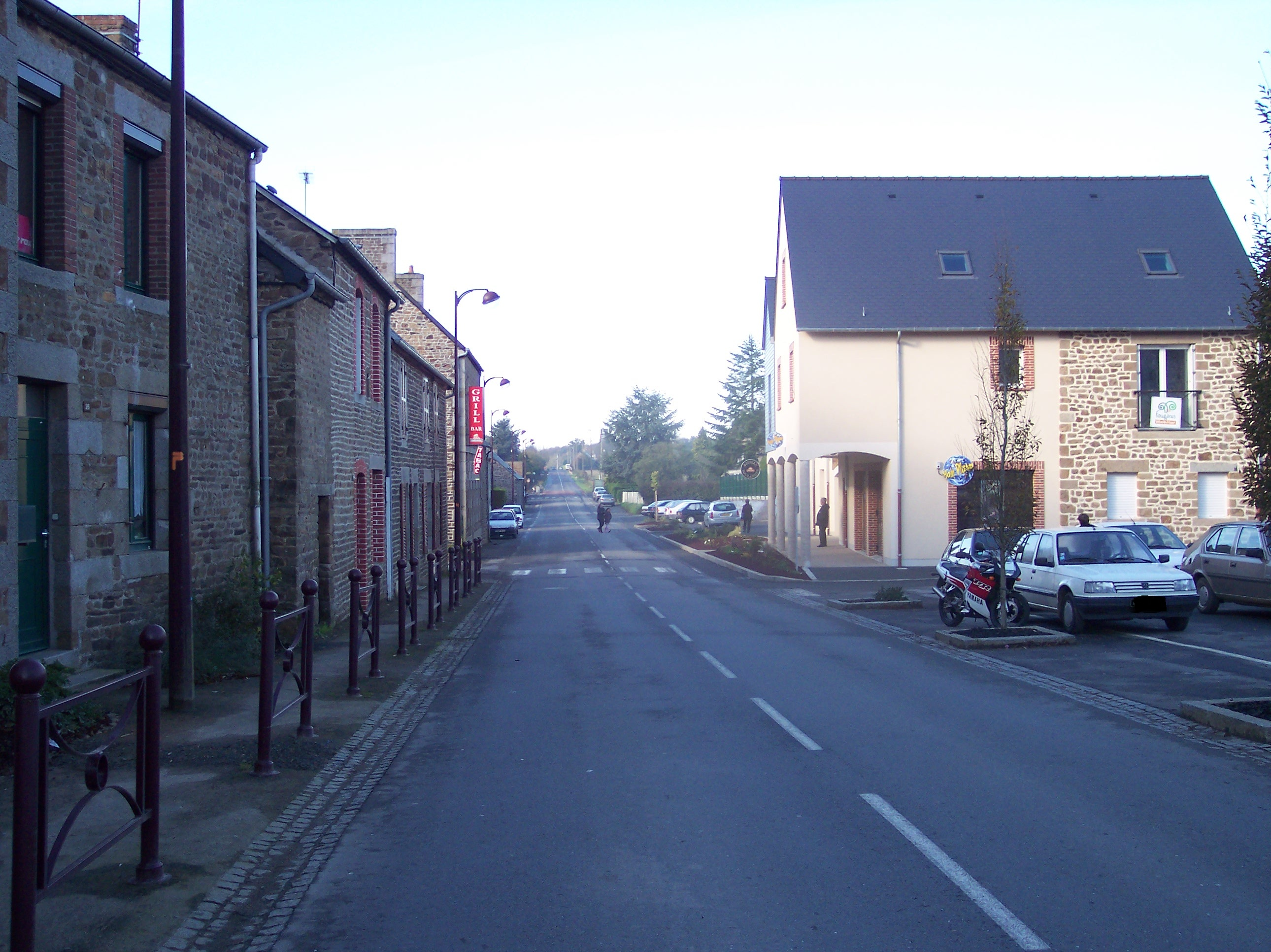
L'avenue du Maine en 2003.

Jusqu'au milieu du XXe siècle, Laignelet était une commune de 1 936 hectares dont 625 en forêt, beaucoup plus vaste qu'aujourd'hui. Son territoire s'étendait jusqu'à l'hôpital de Fougères, englobant entre autres les quartiers actuels de la Forairie et des Cotterêts.
Déjà, en 1910, l'agrandissement du cimetière de Fougères avait fait perdre à la commune plus d'un hectare. Le développement urbain de sa grande voisine l'incitait à vouloir s'étendre dans la direction de Laignelet. De 1910 à 1950, le conseil municipal eut à s'élever « contre cet envahissement » que constituaient les demandes d'annexion répétées de Fougères. Peine perdue, le 18 mars 1953, Laignelet, comme d'autres communes autour de Fougères, perdit 263 hectares 18, sa population passa de plus de 2 000 habitants en 1946, à seulement 506 au recensement de 1954. En perdant des parties déjà urbanisées, la commune reprit un caractère plus rural. Son école publique ferma en 1973, et l'école privée disparut en 1990.

### Le renouveau
Dans les années 2000, la commune accueille plus de 50 foyers. Ce rajeunissement de la population a permis la réouverture d'une école en 2006.
En fin d'année 2005, deux nouveaux commerces ont été créés sur la commune apportant ainsi de nouveaux services aux Agnelais. Ce nouveau point d'activité dans la commune est devenu un pôle d'animation et de rencontre dans le bourg. De plus, le cadre champêtre et proche de Fougères, la proximité immédiate de la forêt sont des atouts fort convoités aujourd'hui.
La création de la zone d'activité économiques de la Massonnais en bordure de la rocade Est de Fougères permet de développement des communes situés à l'est et au nord-est de Fougères.
Ces réalisations majeures démontrent que de nouvelles ambitions peuvent naître.

## Héraldique
| Blason de Laignelet | Blason  | D'azur au chef denché d'or. |
| Blason de Laignelet | Détails |                             |

## Politique et administration

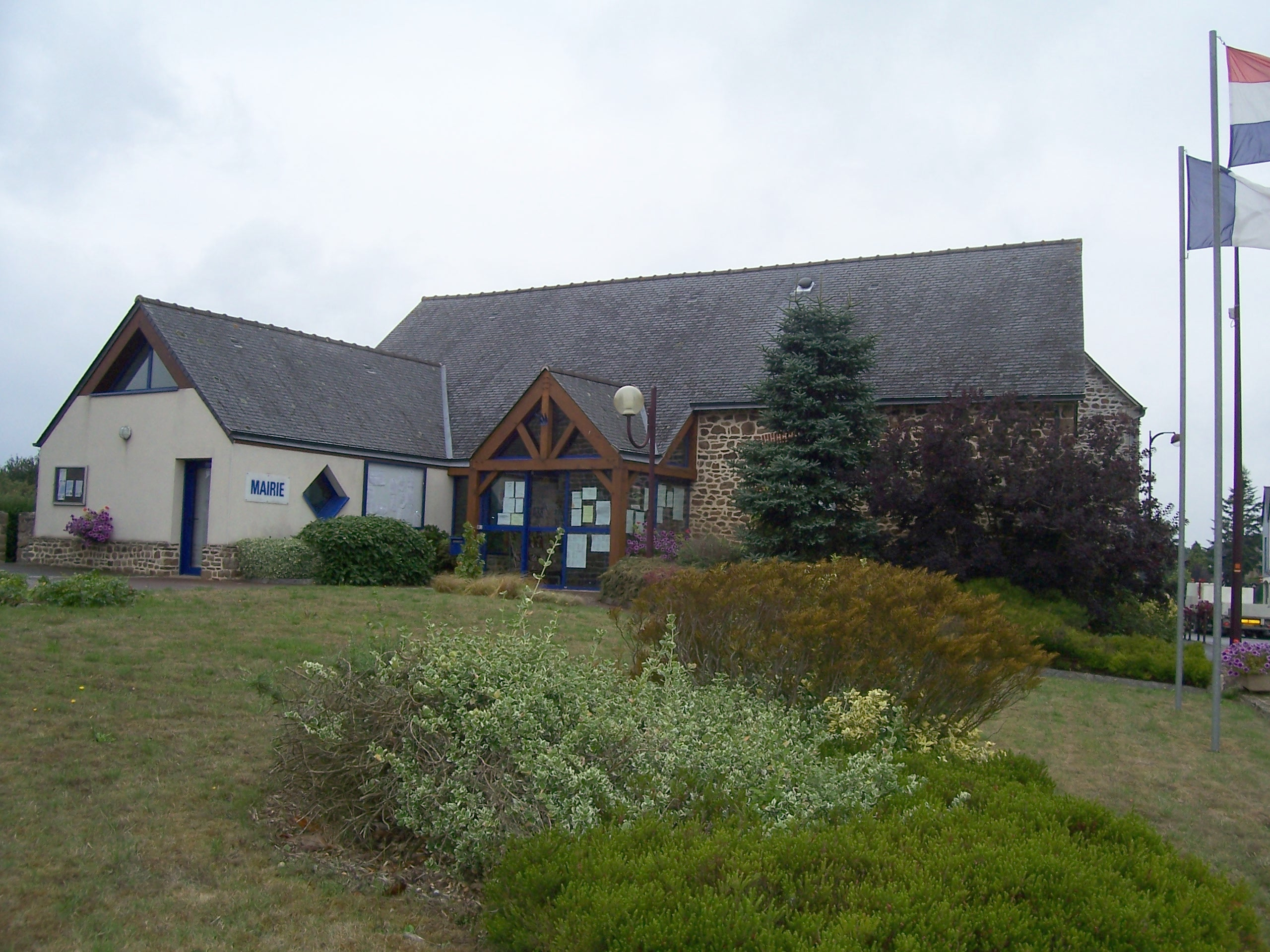
La mairie.

| Période                                  | Période              | Identité           | Étiquette | Qualité                       |
| ---------------------------------------- | -------------------- | ------------------ | --------- | ----------------------------- |
| ?                                        | octobre 1978 (décès) | Joseph Montembault |           |                               |
| décembre 1978                            | mars 2001            | Henri Tiercin      | SE        | Retraité de l'agriculture     |
| mars 2001                                | En cours             | André Philipot     | SE        | Chargé de développement local |
| Les données manquantes sont à compléter. |                      |                    |           |                               |

## Démographie
L'évolution du nombre d'habitants est connue à travers les recensements de la population effectués dans la commune depuis 1793. Pour les communes de moins de 10 000 habitants, une enquête de recensement portant sur toute la population est réalisée tous les cinq ans, les populations de référence des années intermédiaires étant quant à elles estimées par interpolation ou extrapolation. Pour la commune, le premier recensement exhaustif entrant dans le cadre du nouveau dispositif a été réalisé en 2008.
En 2022, la commune comptait 1 217 habitants, en évolution de +4,82 % par rapport à 2016 (Ille-et-Vilaine : +5,46 %, France hors Mayotte : +2,11 %).
| 1793  | 1800 | 1806  | 1821  | 1831  | 1836  | 1841  | 1846  | 1851  |
| ----- | ---- | ----- | ----- | ----- | ----- | ----- | ----- | ----- |
| 1 107 | 819  | 1 005 | 1 060 | 1 084 | 1 065 | 1 002 | 1 105 | 1 167 |

| 1856  | 1861  | 1866 | 1872  | 1876  | 1881  | 1886  | 1891  | 1896  |
| ----- | ----- | ---- | ----- | ----- | ----- | ----- | ----- | ----- |
| 1 194 | 1 001 | 920  | 1 105 | 1 114 | 1 229 | 1 350 | 1 345 | 1 369 |

| 1901  | 1906  | 1911  | 1921  | 1926  | 1931  | 1936  | 1946  | 1954 |
| ----- | ----- | ----- | ----- | ----- | ----- | ----- | ----- | ---- |
| 1 702 | 1 865 | 1 993 | 1 874 | 1 966 | 2 028 | 1 884 | 2 036 | 506  |

| 1962 | 1968 | 1975 | 1982 | 1990 | 1999 | 2006 | 2008 | 2013  |
| ---- | ---- | ---- | ---- | ---- | ---- | ---- | ---- | ----- |
| 518  | 479  | 601  | 641  | 727  | 789  | 853  | 871  | 1 135 |

| 2018  | 2022  | - | - | - | - | - | - | - |
| ----- | ----- | - | - | - | - | - | - | - |
| 1 166 | 1 217 | - | - | - | - | - | - | - |

## Économie
Avec la nouvelle rocade Est, des entreprises se sont installées sur la zone d'activités de la Massonnais (garage, expertise comptable, station de lavage, ambulancier, ...).

## Lieux et monuments
La commune ne compte aucun monument historique. Parmi les éléments notables du patrimoine communal, on peut noter :
- l'église Saint-Martin, construite en 1888 par Louis Hérault à l'emplacement d'une ancienne église priorale datant du XIe[31] ;
- la forêt de Fougères qui couvre environ 600 ha, soit 35 % du territoire de la commune.

## Activité et manifestations

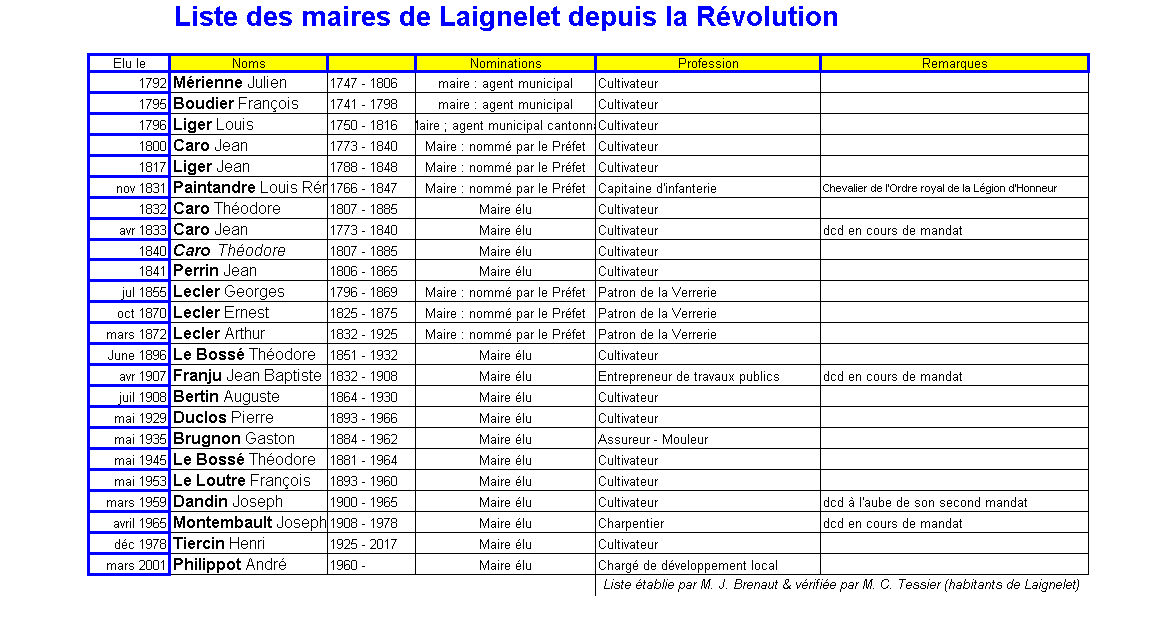
Liste des maires

## Jumelages
- Kedichem (Pays-Bas) depuis 1999.